# Organizacja Rewolucyjna 17 listopada
Organizacja Rewolucyjna 17 listopada (gr. Επαναστατική Οργάνωση 17 Νοέμβρη, trb. Epanastatike Organose 17 Noembre, trl. Epanastatikḗ Orgánōsē 17 Noémbrē, 17N) – organizacja lewicowa z Grecji, stosująca metody terrorystyczne.

## Nazwa
Data 17 listopada w nazwie organizacji upamiętniała dzień wybuchu studenckiego buntu przeciwko juncie wojskowej.

## Historia
Dokładna data utworzenia organizacji nie jest znana – pierwszą akcję przeprowadziła w grudniu 1975 roku, a ostatnią w czerwcu 2000 roku. Aż do 2002 roku żaden członek grupy nie został schwytany. Przestała istnieć we wrześniu 2002 roku, kiedy szef operacyjny grupy Dimitris Koufodinas oddał się w ręce służb. 
Broń używana przez jej bojowników pochodziła z kradzieży z komisariatów policji i magazynów wojskowych.
W latach 1975–1991 przeprowadziła ponad 100 zamachów. W latach 90. miejsce miało 41 akcji. Członkowie ugrupowania mieli na sumieniu życie 23 polityków, wojskowych, dziennikarzy i menadżerów.
Okazjonalnie współpracowała z terrorystami z Rewolucyjnej Walki Ludowej (ELA).

## Najważniejsze ataki przeprowadzone przez grupę
- 23 grudnia 1975 roku bojownicy zamordowali szefa placówki CIA w Atenach Richarda Welcha[1].

- 16 stycznia 1980 roku napastnicy zabili zastępcę komendanta specjalnych jednostek policji w Atenach[1].

- 15 listopada 1983 roku terroryści zabili kapitana marynarki amerykańskiej Georg'a Tsantesa i jego kierowcę[1].

- 8 kwietnia 1986 roku grupa przeprowadziła zamach na biznesmena Demitriosa Angelopulosa[1].

- 24 kwietnia i 10 sierpnia 1987 roku terroryści wykonali ataki bombowe na autobusy wojskowe amerykańskiej armii. W eksplozjach ranne zostały cztery osoby[1].

- 28 czerwca 1988 roku członkowie organizacji zabili amerykańskiego attaché wojskowego Williama Nordeena[1].

- 26 września 1989 roku z rąk bojówkarzy zginął parlamentarzysta Pavlos Bakoyiannis[1].

- 10 czerwca 1990 roku terroryści przeprowadzili ostrzał budynku filii Procter & Gamble. W ataku użyto broni przeciwpancernej[1].

- 20 listopada 1990 roku w Nea Eritrea miejsce miała próba zamachu na senatora i biznesmena Vardisa Vordinoyanisa[3].

- 16 grudnia 1990 roku bojownicy wystrzelili rakietę na biuro EWG w Atenach[1].

- 29 stycznia 1991 roku miejsce miał atak rakietowy na biuro koncernu British Petroleum[1].

- 14 lutego 1991 roku wysadzono w powietrze samochody pracownika Instytutu Francuskiego i amerykańskiego turysty w Atenach[3],

- 12 kwietnia 1991 roku terroryści zabili amerykańskiego sierżanta R. A. Stewarta w miejscowości Glifada[3].

- 26 lutego 1992 roku miejsce miał atak bombowy, w wyniku którego rannych zostało 18 policjantów[3].

- 14 lipca 1992 roku w stolicy doszło do nieudanego zamachu na samochód pancerny ministra finansów Joanisa Palakaiokrassasa[3]

11 kwietnia 1994 roku zaatakowane zostały lokale zagranicznych firm ubezpieczeniowych (holenderskiej i amerykańskiej)
- 4 lipca 1994 roku terroryści zamordowali tureckiego dyplomatę Ömera Sipahioğlu[1].

- 28 maja 1997 roku członkowie grupy zamordowali armatora Kostasa Peratikosa[1].

- W kwietniu i maju 1997 roku terroryści przeprowadzili ataki rakietowe na centralę partii Ogólnogrecki Ruch Socjalistyczny, rezydencję ambasadora Niemiec i trzy filie międzynarodowych banków[1].

- 8 czerwca 2000 roku bojownicy zabili brytyjskiego attaché wojskowego[1].

## Wsparcie zagraniczne
Zdaniem Secret Intelligence Service organizacja współpracowała z rządem Iranu. Miała ponadto służyć jako pośrednik w kontaktach pomiędzy Irańczykami a Prowizoryczną Irlandzką Armią Republikańską.

## Ideologia
Wyznawała poglądy marksistowsko-leninowskie. Na jej doktrynę składały się wątki antyimperialistyczne, antykapitalistyczne, antyamerykańskie i antynatowskie. Celem organizacji było obalenie rządu greckiego i ustanowienie w jego miejsce reżimu rewolucyjnego. Rząd Grecji krytykowany był przez terrorystów za zbytnie ustępstwa w kwestii Cypru, obecność wojsk amerykańskich w kraju oraz przynależność Grecji do NATO i  Unii Europejskiej. 
Uważała się za ideowego spadkobiercę walczącej z III Rzeszą formacji ELAS.

## Jako organizacja terrorystyczna
Figuruje na listach organizacji terrorystycznych Unii Europejskiej i Wielkiej Brytanii. Od 1997 do 2015 roku znajdowała się na liście organizacji terrorystycznych Departamentu Stanu USA.